# Илия Добрев (офицер)
Илия Трайков Добрев е български военен деец, полковник, командир на 2-ри конен полк и 4-та конна бригада, и комендант на София по време на Втората световна война (1941 – 1945).

## Биография
Роден е на 23 юли 1894 година в Кавадарци. На 1 август 1917 година завършва Военното на Негово Величество училище в София и е произведен в чин подпоручик. Служи в 14-и пехотен македонски полк и 16-и пехотен ловчански полк. На 1 май 1926 г. е произведен в чин капитан, а през 1928 година служи в 9-и конен полк, а същата година е изпратен на служба в 1-ви конен полк. От 1929 г. е на служба в ШРБЕК, а през 1935 г. отново е на служба в 1-ви конен полк. От същата година служи в Лейбгвардейския конен полк.
В началото на Втората световна война (1941 – 1945) все още служи в Гвардейския полк, а от 1942 до 1943 година е командир на 2-ри конен полк. През 1943 служи в областната дирекция на полицията, а от същата година е комендант на гара София. През 1944 година поема командването на 4-та конна бригада, част от състава на 2-ра конна дивизия. Същата година е уволнен от служба.

## Военни звания
- Подпоручик (1 август 1917)
- Поручик (30 юни 1919)
- Капитан (1 май 1926)
- Майор (6 май 1935)
- Подполковник (6 май 1939)
- Полковник (3 октомври 1942)